# 朱洁夫
朱洁夫（1914年—1993年），男，江西莲花人，中国政治人物，曾任国务院参事，第三、四、五、六、七届全国政协委员。

## 家庭
父亲朱念祖。哥哥朱江户。